# Ariadna weaveri
Espèce
Ariadna weaveri est une espèce d'araignées aranéomorphes de la famille des Segestriidae.

## Distribution
Cette espèce est endémique des îles Revillagigedo dans l'État de Colima au Mexique,. Elle se rencontre sur l'Île Clarión.

## Description
Les mâles mesurent de 4,0 à 5,2 mm et les femelles de 7,8 à 12,2 mm.

## Étymologie
Cette espèce est nommée en l'honneur d'Andrew A. Weaver.

## Publication originale
- Beatty, 1970 : The spider genus Ariadna in the Americas (Araneae, Dysderidae). Bulletin of The Museum of Comparative Zoology, vol. 139, no 8, p. 433-518 (texte itégral).